# P-270 (ミサイル)
P-270 モスキート（ロシア語: П-270 «Москит»：「蚊」の意）は、1984年にソビエト連邦で配備された艦対艦ミサイルである。GRAUインデックスは3M80、空対艦型はKh-41と呼ばれている。
また、西側諸国においては、アメリカ国防総省（DoD）識別番号のSS-N-22、NATOコードネームのサンバーン（Sunburn：「日焼け」の意）などの名称で知られている。

## 開発・配備
P-270は、1970年代にラドゥガ設計局にてP-15 テルミート（SS-N-2 スティックス）の後継ミサイルとして開発が開始された。そのため、サイズと重量をP-15と同等とすることが求められた。しかし、P-15よりコンパクトに収める目論見は成功せず、P-15の全長6.5m・直径0.78mに対し、P-270は全長9.745m・直径0.74mとほぼ1.5倍のサイズ、重量もP-15の2,500kgに対しP-270は4,500kgとやはり倍近いミサイルとなった。そのためか、配備はソヴレメンヌイ級駆逐艦、ウダロイII級駆逐艦、タランタルIII級ミサイル艇にとどまり、P-15装備艦への換装は行われなかった。
P-270の推進系はインテグラル・ロケット・ラムジェット (integral rocket ramjet、IRR) である。旧ソ連では実用化が早く、同海軍では1980年代初頭から使われていた方式であった。当時は、「西側には無い先進性」であったが、現在では日本のASM-3など世界的に広まっている。
目標が近距離の場合は艦艇のレーダー（ソヴレメンヌイ駆逐艦はMR-331 バンド・スタンド）、遠距離の場合は艦載ヘリコプター・航空機からの目標情報により照準・発射され、ロケットによりM2前後まで加速する。最小射程は3km。巡航はラムジェットによりM2.5で高度20mを飛行する。敵による発見を避けるためには低空を飛行し、地球の丸みの陰に隠れるのが有効だが、超音速ミサイルは低空に降りすぎると衝撃波が海水を巻き上げ、かえって発見されやすくなる。20mの巡航高度は、この2つの要素から導かれたと思われる。ミサイルのコースから発射艦の位置をたどられないように迂回したコースを飛行させることもできる。P-270は一般的な艦船のレーダー見通し距離（12nm、約22.2km）を30秒足らずで飛行するため、「迎撃されることの無いミサイル」と呼ばれる事もあるが、実際にはP-270自身の見通し距離に艦船のレーダー見通し距離を足した距離で探知されてしまうため、それほど安全には飛行できない。そこで、目標まで5-7kmまで接近すると高度を7mに下げ、目標の艦からの攻撃を回避するため10-15GのS字運動をしながら突入する。命中すると300kgの徹甲弾頭のみならず、弾体の運動エネルギー（理論上戦艦大和の主砲弾（重量1.46t、初速M2.3）より大きい）、残存燃料による火災も目標に多大なダメージを与える。
現在、P-270と同等以上の性能を持ち、よりコンパクトなP-800 ヤーホント対艦ミサイルが実用化されており、これ以上P-270装備艦が増えることは無いと思われる。
1999年、ロシアは中国にソブレメンヌイ級駆逐艦を2隻（P-270は3M80E低空巡航においては射程150km、最大射程250km）輸出、その後更に2隻（P-270は3M80BEで射程は低空巡航において射程200km）を輸出した。また、ベトナムにはタランタルIII級ミサイル艇が輸出されている。

## 仕様諸元
- 射程：
  - 最低：10km
  - 最大（3M80E/3M80E1）：120/100km
- 飛行速度：2,800km/h
- 巡航高度：20m
- 船の外側面に対して相対的な発射範囲 角度±60°
- 発射準備時間：
  - ミサイル起動から最初の発射まで：50秒
  - 戦闘体制から：11秒
- ミサイル発射間隔（一斉射撃で）：5秒
- 発射重量：
  - 3M80E ミサイル：4,150kg
  - 3M80E1 ミサイル：3,970kg
- 弾頭種類：徹甲弾
- 弾頭重量：300kg
- 寸法：
  - 全長：9.385m
  - 機体直径：0.8m
  - 翼幅：2.1m
  - 格納時の翼/尾翼幅：1.3m

## 運用国
ソビエト連邦
開発国であり、最初の運用国。
 ロシア
ソ連の装備や生産を継承。
 インド
水上艦用に購入。
 中華人民共和国
水上艦用に購入。